# 朗孔
朗孔（法語：Rancon，法語發音：[ʁɑ̃kɔ̃]）是法国新阿基坦大区上维埃纳省的一个市镇，属于贝拉克区。

## 地理
朗孔（46°7'51"N, 1°10'59"E）面积33.31 平方千米，位于法国新阿基坦大区上维埃纳省，该省份为法国中西部省份，北起顺时针与安德尔省、克勒兹省、科雷兹省、多爾多涅省、夏朗德省和维埃纳省接壤。
与朗孔接壤的市镇（或旧市镇、城区）包括：维勒法瓦尔、巴勒当、沙托蓬萨克、德鲁、布朗扎克、圣瑞尼安莱孔布、圣帕尔杜勒拉克。

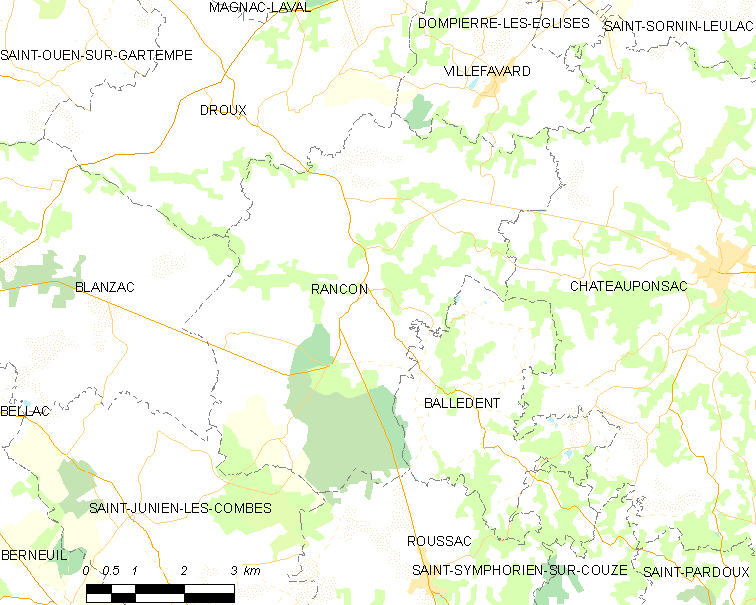
朗孔的OSM定位图

朗孔的时区为UTC+01:00、UTC+02:00（夏令时）。

## 行政
朗孔的邮政编码为87290，INSEE市镇编码为87121。

## 政治
朗孔所属的省级选区为沙托蓬萨克县。

## 人口

1962-2008年间朗孔人口变化图示

朗孔于2022年1月1日时的人口数量为477人。